# Elpida-Ioanna Karkalatou
Elpida-Ioanna Karkalatou (griechisch Ελπίδα-Ιωάννα Καρκαλάτου, * 17. September 1994 in Kiveri) ist eine griechische Leichtathletin, die sich auf den Sprint spezialisiert hat.

## Sportliche Laufbahn
Erste internationale Erfahrungen sammelte Elpida-Ioanna Karkalatou im Jahr 2018, als sie bei den Balkan-Meisterschaften in Stara Sagora in 3:33,89 min die Silbermedaille mit der griechischen 4-mal-400-Meter-Staffel gewann. Im Jahr darauf belegte sie bei den Balkan-Hallenmeisterschaften in Istanbul in 55,15 s den zweiten Platz im B-Finale im 400-Meter-Lauf und anschließend erreichte sie bei den Europaspielen in Minsk nach 3:20,81 min Rang zwölf in der Mixed-Staffel. 2020 klassierte sie sich bei den Balkan-Hallenmeisterschaften in Istanbul mit 54,86 s auf dem sechsten Platz und 2021 gewann sie bei den Balkan-Meisterschaften in Smederevo in 3:34,87 min die Silbermedaille mit der Staffel. 
2019 wurde Karkalatou griechische Meisterin in der 4-mal-400-Meter-Staffel im Freien und in der Halle. Zudem wurde sie 2019 und 2020 Hallenmeisterin über 400 m.

## Persönliche Bestleistungen
- 400 Meter: 53,77 s, 27. Juli 2019 in Patras
  - 400 Meter (Halle): 54,38 s, 12. Februar 2021 in Piräus